# Gare de Lillers
La gare de Lillers est une gare ferroviaire française de la ligne d'Arras à Dunkerque-Locale, située sur le territoire de la commune de Lillers, dans le département du Pas-de-Calais, en région Hauts-de-France.
C'est une gare de la Société nationale des chemins de fer français (SNCF), desservie par des trains TER Hauts-de-France.

## Situation ferroviaire
Établie à 28 mètres d'altitude, la gare de Lillers est située au point kilométrique (PK) 242,641 de la ligne d'Arras à Dunkerque-Locale entre les gares de Chocques et de Ham-en-Artois.

## Histoire

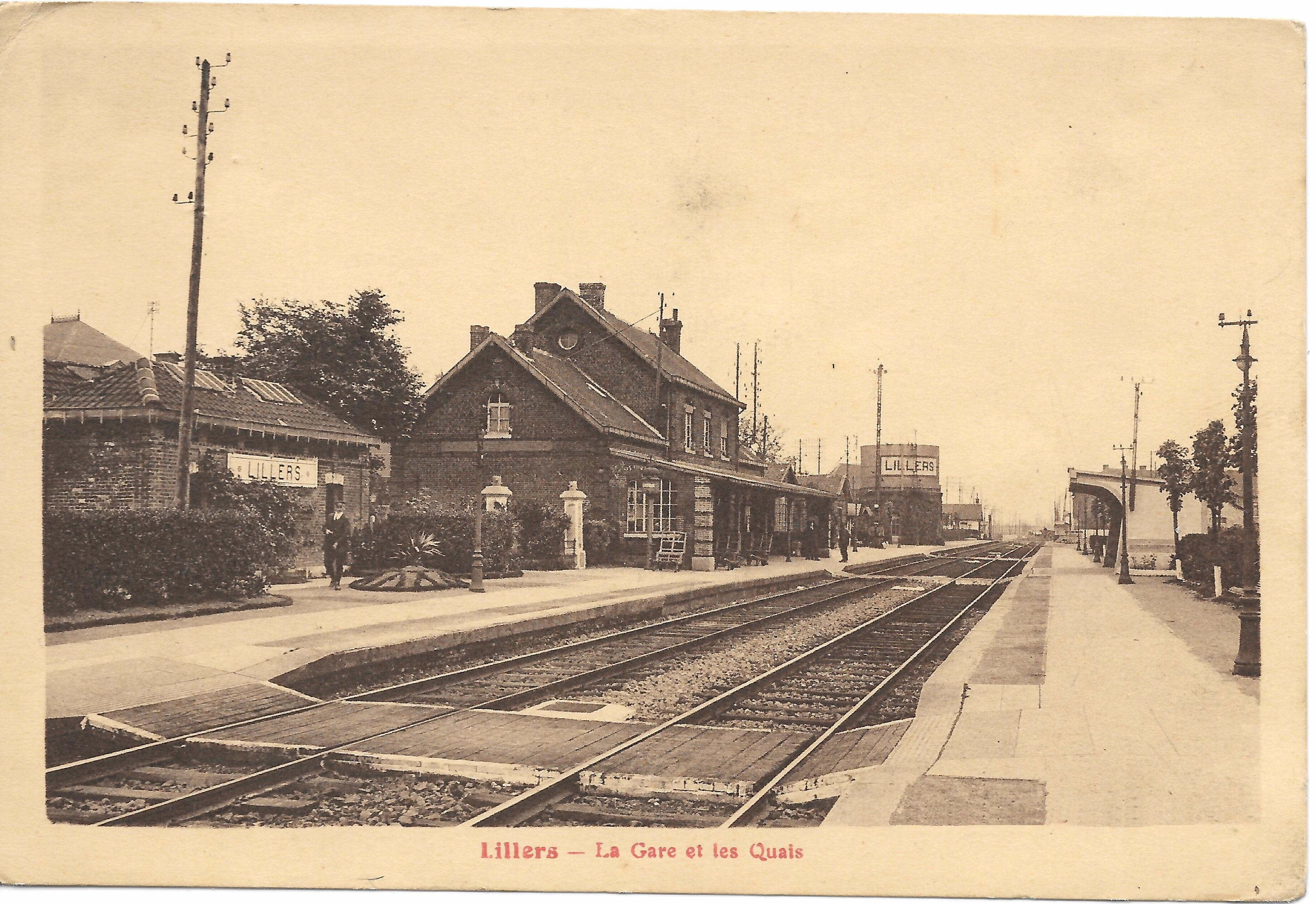
La gare, vers 1930.

## Service des voyageurs

### Accueil
Gare SNCF, elle dispose d'un bâtiment voyageurs, avec guichet, ouvert du lundi au vendredi de 11 h 30 à 18 h 30, le samedi de 9 h à 12 h et de 13 h à 17 h et fermé les dimanches et jours fériés. Elle est équipée d'un automate pour l'achat de titres de transport régionaux. (mise à jour faite le 24/11/2012).

### Desserte
Lillers est desservie par des trains TER Hauts-de-France, qui effectuent des missions entre les gares d'Arras et d'Hazebrouck, ou de Calais-Ville, ou de Dunkerque.

### Intermodalité
Un parc pour les vélos et un parking pour les véhicules y sont aménagés.